# Voz para el camino
Voz para el camino es un álbum de estudio de varios intérpretes chilenos, tales como Inti-Illimani, Rolando Alarcón, Homero Caro y Chagual, publicado el año 1968. Junto con Por la CUT, corresponde a los dos primeros álbumes de estudio de Inti-Illimani.

## Lista de canciones[2]
| N.º | Título                                                                            | Escritor(es)                         | Intérprete      | Duración |  |
| 1.  | «Juanito Laguna remonta un barrilete»                                             | Hamlet Lima, René Cosentino          | Inti-Illimani   |          |  |
| 2.  | «América nuestra» (versión de «El mundo folklórico de Rolando Alarcón»)           | Rolando Alarcón                      | Rolando Alarcón |          |  |
| 3.  | «Volver a los 17»                                                                 | Violeta Parra                        | Mariana Avena   |          |  |
| 4.  | «Mañana me voy p'al norte»                                                        | Violeta Parra                        | Chagual         |          |  |
| 5.  | «La ronda del sol»                                                                | Agustín Álvarez Villablanca, H. Caro | Homero Caro     |          |  |
| 6.  | «Mataron al Che Guevara»                                                          |                                      | Los Emigrantes  |          |  |
| 7.  | «Cueca al Che»                                                                    | F. Alegría, R. Alarcón               | Rolando Alarcón |          |  |
| 8.  | «Huajra» (o «Danza del maíz maduro»)                                              | Atahualpa Yupanqui                   | Inti-illimani   |          |  |
| 9.  | «Se olvidaron de la patria» (versión de «El mundo folklórico de Rolando Alarcón») | Rolando Alarcón, Anónimo             | Rolando Alarcón |          |  |
| 10. | «Gracias a la vida»                                                               | Violeta Parra                        | Mariana Avena   |          |  |
| 11. | «Hace falta un guerrillero»                                                       | Violeta Parra                        | Chagual         |          |  |

## Créditos
Integrantes de Inti-Illimani
- Jorge Coulón: voz, guitarra
- Horacio Salinas: guitarra, voz
- Horacio Durán: charango, voz
- Homero Altamirano: voz, quena
- Ernesto Pérez de Arce: quena, voz